# Entitat Pública Empresarial de Sòl
L'Entitat Pública Empresarial de Sòl (SEPES) és una entitat pública empresarial depenent del Ministeri de Foment, la fi última del qual és la gestió pública del sòl en tots els seus aspectes, incloent sòl industrial, residencial, terciari i logístic.
En alguns casos l'activitat d'aquesta entitat es plasma en forma de Societats Mercantils, Consorcis Urbanístics i Juntes de Compensació, en les quals participen també Comunitats Autònomes, Ajuntaments, altres Organismes Públics i fins i tot la iniciativa privada.
El seu àmbit d'actuació és molt ampli participant tant en intervencions urbanes de gran importància, actuacions residencials i parcs empresarials. Des de 2018 el seu director general és Alejandro Soler Mur.

## Evolució històrica
SEPES és hereva directa de dos organismes públics que van aconseguir un gran prestigi en l'àmbit urbanístic de l'Administració de l'Estat:
- Gerència d'Urbanització
- Institut Nacional d'Urbanització (INUR)

La Gerència d'Urbanització es va crear en 1959 amb l'objectiu de preparar sòl urbanitzat. Va actuar fins a 1972, any en què va passar a denominar-se Institut Nacional d'Urbanització, desenvolupant una important activitat urbanitzadora de sòl residencial i industrial fins a 1981.
En 1981 es va extingir l'INUR, adscrivint-se a la recentment creada Societat Estatal de Promoció i Equipament de Sòl (SEPES) bona part del seu personal i la totalitat de les seves actuacions urbanístiques industrials i transferint-se les seves actuacions residencials a les comunitats autònomes.

## Àmbit d'Actuació
Per mitjà del Reial decret 1525/99 d'1 d'octubre, SEPES, Entitat Pública Empresarial de Sòl s'obre una altra etapa per a aquesta Entitat Pública en la qual es marquen nous objectius i s'àmplia l'àmbit d'actuació a sòl terciari i de serveis.